# Parrocchia di Saint Andrew (Dominica)
La parrocchia di Saint Andrew si trova nella parte settentrionale dell'isola della Dominica, di cui è la parrocchia più estesa e la seconda più abitata, con 10.461 abitanti.
Confina a ovest con Saint John e Saint Peter, a sud-ovest con Saint Joseph e a sud-est con Saint David.

## Località
Il villaggio più importante è Marigot, con 2.676 abitanti. Tra le altre località ci sono:
- Wesley
- Woodford Hill
- Calibishie
- Hampstead
- Bense
- Dos D'Ane
- Anse du Mé
- Paix Bouche
- Thibaud
- Vieille Case (detto anche Itassi)
- Penville